# Богославська Яна Євгеніївна
Яна Євгеніївна Богославська — українська журналістка, телеведуча. Кавалерка ордена «За заслуги» III ступеня (2022).

## Життєпис
Працювала журналісткою, нині — ведуча відділу авторських програм та керівник інформаційно-аналітичного відділу телеканалу «Дніпро TV».
З початком російського вторгнення 2022 року висвітлювала найгарячіші точки, зокрема Лиман та Бахмут. Документувала наслідки злочинів російських окупантів на Миколаївщині.

## Нагороди
- орден «За заслуги» III ступеня (6 червня 2022) — за вагомий особистий внесок у розвиток вітчизняної журналістики та інформаційної сфери, мужність і самовідданість, виявлені під час висвітлення подій повномасштабного вторгнення Російської Федерації на територію України, багаторічну сумлінну працю та високу професійну майстерність[1].